# Belgische Fußballnationalmannschaft (U-21-Männer)
Die belgische U-21-Fußballnationalmannschaft ist eine Auswahlmannschaft belgischer Fußballspieler. Sie unterliegt dem Königlichen Belgischen Fußballverband und repräsentiert diesen auf der U-21-Ebene, in Freundschaftsspielen gegen die Auswahlmannschaften anderer nationaler Verbände, aber auch bei der Europameisterschaft des Kontinentalverbandes UEFA. Spielberechtigt sind Spieler, die ihr 21. Lebensjahr noch nicht vollendet haben und die belgische Staatsangehörigkeit besitzen. Bei Turnieren ist das Alter beim ersten Qualifikationsspiel maßgeblich.

## Geschichte
Zwischen 1976 und 2000 verpasste es die belgische Mannschaft insgesamt dreizehn Mal sich für eine Endrunde der Europameisterschaft zu qualifizieren. 2002 nahm das Team schließlich erstmals teil. In der Gruppe 2 traf es auf die U-21-Teams von Frankreich, Griechenland und Tschechien. Nachdem man am 16. Mai 2002 das Auftaktspiel gegen Griechenland durch Tore von Koen Daerden und Tom Soetaers mit 2:1 gewinnen konnte, setzte es gegen die beiden Gruppenfavoriten Tschechien und Frankreich eine 0:1 bzw. 0:2-Niederlage. Somit schied das Team bereits nach der Gruppenphase als Tabellendritter aus. 2004 und 2006 verpasste die Juniorenauswahl jeweils das finale Turnier. Zur EM 2007 qualifizierte man sich dann aber wieder und spielte ein gutes Turnier. Mit Israel, Portugal und Titelverteidiger Niederlande hatte man eine leichtere Gruppe als noch vor fünf Jahren. Ein Sieg gegen Israel und zwei Unentschieden reichten, um Platz zwei zu erspielen. Damit qualifizierte man sich erstmals für die K.-o.-Runde. Im Halbfinale wartete schließlich die Auswahl Serbiens. Durch einen frühen Gegentreffer und einem zweiten Gegentor kurz vor Schluss, schieden die jungen Teufel aus. Bei der Qualifikation um die Europameisterschaft 2009 enttäuschten die jungen Belgier in der Gruppe sieben. Mit Österreich, der Slowakei, Island und Zypern kämpfte man um den Einzug in die Play-offs. Doch nach einer Niederlage und einem Unentschieden, stand das belgische Team bereits früh unter Zwang. Als man am vierten Spieltag auch noch das Rückspiel gegen Österreich verlor, rückte die Qualifikation in weite Ferne. Mit insgesamt drei Siegen und zwei Unentschieden aus acht Spielen reichte es nur zum zweiten Rang, neun Punkte hinter den Alpenfußballern.

### Teilnahme bei U-21-Europameisterschaften
| 1978                          | nicht qualifiziert |
| 1980                          | nicht qualifiziert |
| 1982                          | nicht qualifiziert |
| 1984                          | nicht qualifiziert |
| 1986                          | nicht qualifiziert |
| 1988                          | nicht qualifiziert |
| 1990                          | nicht qualifiziert |
| 1992                          | nicht qualifiziert |
| 1994 in Frankreich            | nicht qualifiziert |
| 1996 in Spanien               | nicht qualifiziert |
| 1998 in Rumänien              | nicht qualifiziert |
| 2000 in der Slowakei          | nicht qualifiziert |
| 2002 in der Schweiz           | Gruppenphase       |
| 2004 in Deutschland           | nicht qualifiziert |
| 2006 in Portugal              | nicht qualifiziert |
| 2007 in den Niederlanden      | Halbfinale         |
| 2009 in Schweden              | nicht qualifiziert |
| 2011 in Dänemark              | nicht qualifiziert |
| 2013 in Israel                | nicht qualifiziert |
| 2015 in Tschechien            | nicht qualifiziert |
| 2017 in Polen                 | nicht qualifiziert |
| 2019 in Italien               | Gruppenphase       |
| 2021 in Slowenien und Ungarn  | nicht qualifiziert |
| 2023 in Rumänien und Georgien | Gruppenphase       |

Bemerkung: Zwischen 1978 und 1992 wurde die Endrunde einer U-21-Europameisterschaft nicht in einem Land ausgetragen, sondern durch Hin- und Rückspiele in den jeweiligen teilnehmenden Nationen absolviert.

## Ehemalige und bekannte Spieler
Auswahl:
- Logan Bailly  (In der Bundesliga für Borussia Mönchengladbach aktiv)
- Maarten Martens
- Tom De Mul
- Vadis Odjidja-Ofoe (Ehemaliger Spieler für Hamburger SV)
- Wesley Sonck (Ehemaliger Spieler für Borussia Mönchengladbach)
- Önder Turacı
- Thomas Vermaelen
- Jan Vertonghen
- Junior Malanda (Ehemaliger Spieler für VfL Wolfsburg)
- Alexis Saelemaekers

## U-21-Trainer
unvollständig:
- 1989–1999:  Ariël Jacobs
- 1999–2011:  Jean-François De Sart
- 2011:  Francky Dury
- 2012–2015:  Johan Walem
- 2015:  Enzo Scifo
- 2015–2020:  Johan Walem[3]
- 2020– :  Jacky Mathijssen[4]